# Знойко, Николай Дмитриевич
Николай Дмитриевич Знойко (1862 — после 1917) — русский педагог, историк, автор учебников.
Родился в семье священника. Учился в Нежинском историко-филологическом институте, с 1883 года — на историко-филологическом факультете Новороссийского университета.
Окончил университетский курс в 1886 году. Преподавал во 2-й Одесской прогимназии, затем — в Ришельевской гимназии. Занимался исследованием летописных походов князя Святослава Игоревича: О посольстве Калокира в Киев (недоступная ссылка) // ЖМНП. — 1907; О походах Святослава на Восток  // ЖМНП. — 1908.
Действительный статский советник с 1 января 1912 года. Награждён орденами Св. Владимира 3-й ст. (1915), Св. Анны 2-й ст. (1907), Св. Станислава 2-й ст. (1903). Был окружным инспектором Виленского и Санкт-Петербургского учебных округов.
Н. Д. Знойко — автор ряда учебников по истории:
- Систематический курс древней истории. Курс IV кл. муж. гимназий и прогимназий. — Одесса: «Славянская типография» Н. Хрисогелос, 1891; 16-е изд. — Одесса: тип. «Печатное слово» Ш. Фельдшера, 1915.
- Систематический курс истории средних веков. Курс 5 кл. муж. и жен. гимназии — Одесса: типо-лит. А. Шульце, 1900;  8-е изд. — Одесса: тип. Л. Нитче, 1913; 9-е изд. — Одесса, 1918.
- Аравия и арабы. Сб. ст. по истории сред. веков. Вып.1—2. — Одесса: тип. А. Шульце, 1901.
- Последние дни Западной Римской империи. — Одесса: тип. А. Шульце, 1901. — [2], II, 147 с.
- Краткие очерки по культурной истории Древнего Востока. Курс 3 кл. муж. гимназий и прогимназий. — Одесса: типо-лит. А. Шульце, 1903; 12-е изд. — Одесса: тип. Л. Нитче, 1914.
- Систематический курс истории новых веков. Ч. 1—2. — Одесса: типо-лит. А. Шульце, 1903.
- Повторительный конспект по древней истории. — Одесса: тип. Э. Шмидта, б. А. Шульце, 1907.
- Повторительный конспект по новой истории. — Одесса: тип. Акц. Юж.-рус. об-ва печ. дела, 1908.
- Повторительный конспект по средней истории. — 2-е изд. — Одесса: тип. Л. Нитче, 1909.
- Краткий курс всеобщей истории. — Одесса: тип. Л. Нитче, 1910. — IV, 382 с.; 6-е изд. — Одесса: тип. «Печатное слово» Ш. Фельдшера, 1915.
- Систематический курс новой истории. — 6-е изд. — Одесса: тип. Л. Нитче, 1912.

Современное переиздание: Последние дни Западной Римской империи / сост. Н. Д. Знойко. — Изд. 2-е. — Москва: URSS, 2014. — 147 с. — (Академия фундаментальных исследований). — ISBN 978-5-9710-1183-5.